# César Boutteville
César Boutteville (Hanoi, 24 giugno 1917 – Versailles, 21 maggio 2015) è stato uno scacchista francese.

## Biografia
Nato in Vietnam da padre francese e madre vietnamita, quando aveva 12 anni la famiglia rientrò in Francia, stabilendosi a Boulogne-sur-Mer.
Nel 1944 vinse il campionato di Parigi e l'anno successivo il campionato francese a Roubaix. In seguito vinse il campionato di Parigi altre cinque volte (1945, 1946, 1952, 1961, 1972) e altre cinque volte anche il campionato francese (1950, 1954, 1955, 1959, 1967).
Il record di sei vittorie nel campionato francese sarà poi eguagliato da Maurice Raizman e superato da Étienne Bacrot.
Partecipò dal 1956 al 1968 a sette olimpiadi degli scacchi, quattro volte in prima scacchiera e tre in seconda.
Dopo un periodo di inattività, riprese a giocare e il suo Elo in ottobre del 2007 era di 2 217 punti.